# Wasserstraßen- und Schifffahrtsamt Brandenburg
Das Wasserstraßen- und Schifffahrtsamt Brandenburg (WSA Brandenburg) war ein Wasserstraßen- und Schifffahrtsamt in Deutschland. Es gehörte zum Dienstbereich der Generaldirektion Wasserstraßen und Schifffahrt, vormals Wasser- und Schifffahrtsdirektion Ost. Zum 15. September 2020 ging es im neugebildeten Wasserstraßen- und Schifffahrtsamt Spree-Havel auf.

## Zuständigkeitsbereich
Das Wasserstraßen- und Schifffahrtsamt Brandenburg war zuständig für die Bundeswasserstraßen im Bereich der westlichen Stadtgrenze von Berlin bis zur Elbe.

## Aufgabenbereich
Zu den Aufgaben des Wasserstraßen- und Schifffahrtsamtes Brandenburg gehörten:
- Unterhaltung der Bundeswasserstraßen im Amtsbereich
- Betrieb und Unterhaltung baulicher Anlagen wie z. B. Wehre, Schleusen und Brücken
- Aus- und Neubau
- Unterhaltung und Betrieb der Schifffahrtszeichen
- Messung von Wasserständen
- Übernahme strom- und schifffahrtspolizeilicher Aufgaben.

## Außenbezirke

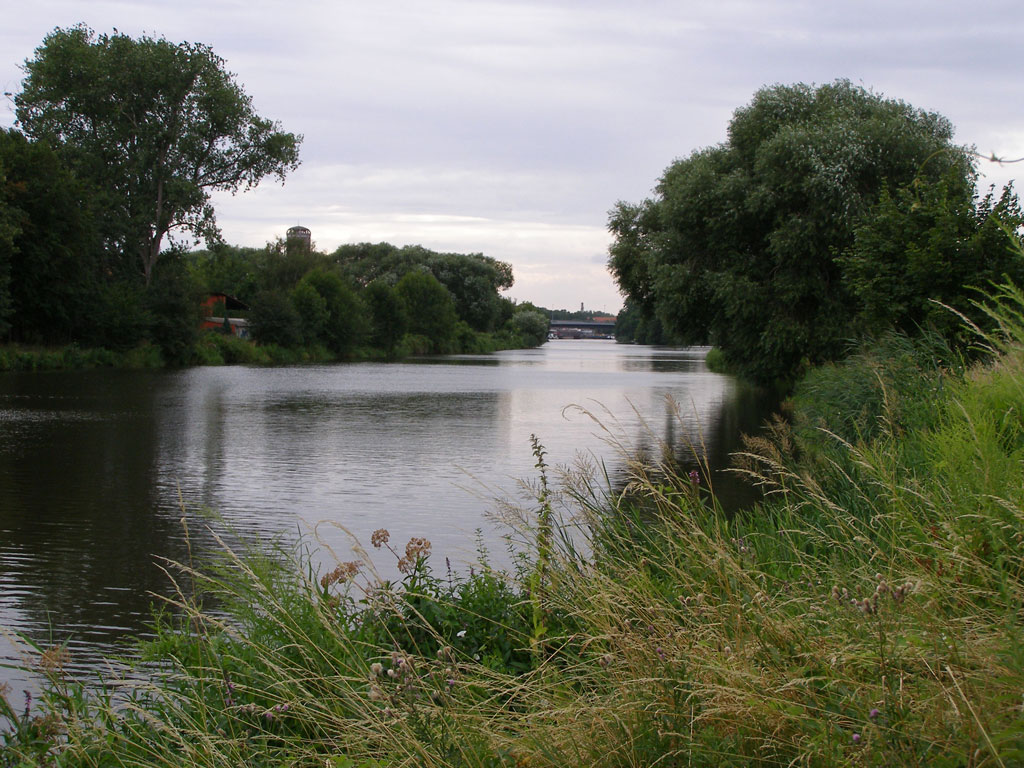
Elbe-Havel-Kanal in Genthin

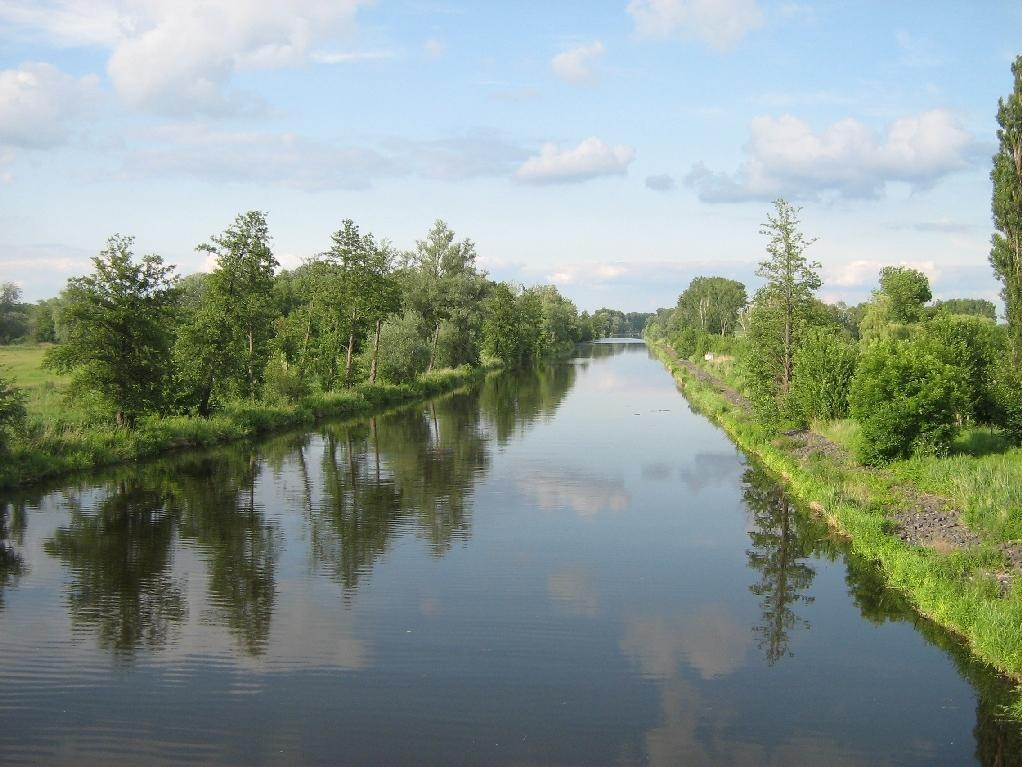
Havelkanal bei Paretz

Zum Wasserstraßen- und Schifffahrtsamt Brandenburg gehörten die Außenbezirke in Potsdam, Brandenburg, Rathenow und Genthin und der Bauhof Brandenburg. Die Außenbezirke waren neben der Unterhaltung diverser Anlagen und Bauten unter anderem auch zuständig für die Unterhaltung und den Betrieb der Staustufen (Wehre und Schleusen) im jeweiligen Amtsbereich.
- Der Außenbezirk Potsdam war zuständig für die Untere Havel-Wasserstraße (von km 16,4 bis km 40,7), den Havelkanal, die Potsdamer Havel, die Wublitz, die Ketziner Havel, die Föhse, die Alte Fahrt und den Petziensee, den Schwielowsee und den Glindowsee.
- Der Außenbezirk Brandenburg war zuständig für die Untere Havel-Wasserstraße (von km 40,7 bis km 92,3), den Brandenburger Stadtkanal, die Beetzsee-Riewendsee-Wasserstraße, die Brandenburger Niederhavel, den Elbe-Havel-Kanal (von km 378,96 bis 380,9) und den Breitlingsee, den Möserscher See, den Kleiner Wendsee und den Wusterwitzer See.
- Der Außenbezirk Rathenow war zuständig für die Untere Havel-Wasserstraße (von km 92,3 bis km 148,43), die Rathenower Havel, die Hohennauener Wasserstraße, den Mühlenarm, den Vorderen und Hinteren Archearm, den Durchstich Quitzöbel und die Mündungsstrecke Untere-Havel.
- Der Außenbezirk Genthin war zuständig für den Elbe-Havel-Kanal (von km 326,67 bis 378,96), den Pareyer Verbindungskanal, den Roßdorfer Altkanal, den Niegripper Altkanal, den Bergzower Altkanal, den Altenplatower Altkanal und den Woltersdorfer Altkanal.
- Der Bauhof Brandenburg nahm insbesondere Wartungs- und Instandsetzungsarbeiten an Schiffen und Anlagen des Wasserstraßen- und Schifffahrtsamtes Brandenburg wahr.

## Kleinfahrzeugkennzeichen
Den Kleinfahrzeugen im Bereich des Wasserstraßen- und Schifffahrtsamtes Brandenburg wurden Kleinfahrzeugkennzeichen mit der Kennung BRB zugewiesen.